# Bourriol
Le bourriol (de l'occitan borriòl)  est un mets originaire de Haute-Auvergne (Cantal) et du Rouergue (Aveyron) consistant en une crêpe de blé noir (sarrasin). 

## Origine
Le bourriol constituait la base du panier-repas du travailleur, en étant consommé comme du pain. Cette même crêpe de blé noir est appelée « pompe » dans le nord du Cantal (Riom-ès-Montagnes, Condat-en-Féniers), qu'on ne doit pas confondre avec les pompes aux pommes, ou croustades aux pommes, élaborées dans la même région.
À l'origine, le bourriol était consommé sans garniture.

## Ingrédients
Le bourriol se distingue de la crêpe classique par l'utilisation de petit lait en ingrédient. Il est aussi plus épais.
- farine de blé
- farine de blé noir
- petit lait
- levure de boulanger
- sel

## Variantes de garnitures contemporaines
Les recettes sont variées :
- bourriol sucré : au beurre fondu, à la crème de lait et aux airelles ;
- bourriol au jambon sec et au laguiole ou au cantal ;
- bourriol aux pommes de terre et au Saint-Nectaire : servir chaud avec du Saint-Nectaire fermier fondu dessus, ou avec de la crème de Saint-Nectaire (100 g de Saint-Nectaire râpé fondu dans 50 g de crème fraiche liquide bouillante) ;
- bourriol aux pommes de terre et au bleu de l'Aveyron ou au bleu d'Auvergne : même principe que précédemment, le bleu étant écrasé et mélangé à de la crème fraiche.

## Fêtes gourmandes
Lors des « rencontres du sarrasin » en octobre à Boisset (Cantal), plus de 1 000 bourriols sont confectionnés et consommés sur place.
- Les Rencontres du sarrasin à Boisset (Cantal) tous les premiers dimanches d'octobre[2].